# 拉纳拉站 (巴黎)

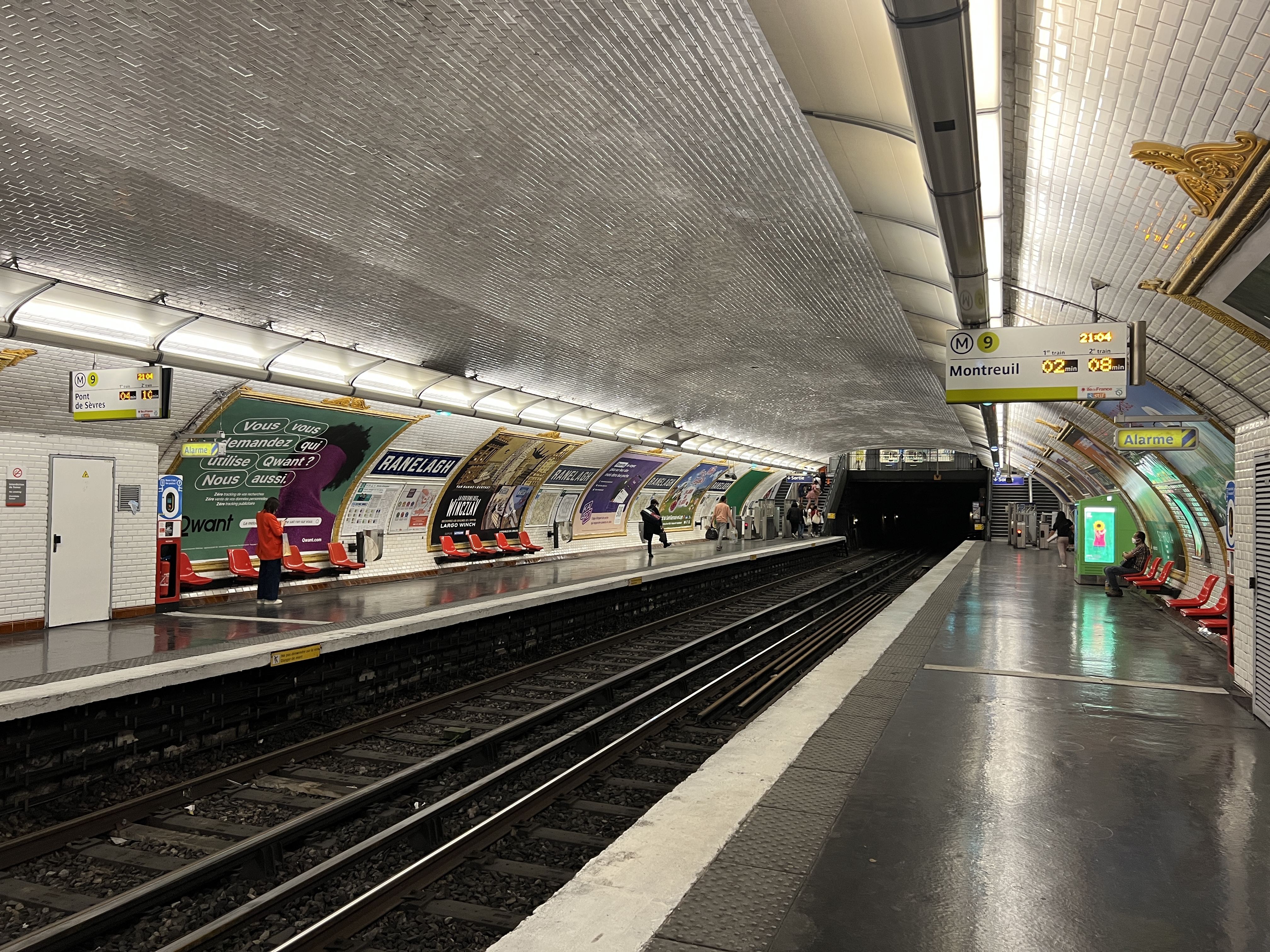
月台（2022年7月）

拉纳拉站（法語：Ranelagh）是巴黎地鐵的一個車站。拉纳拉開通於1922年11月8日，是巴黎地鐵9號線最早開通的區間的車站。車站名稱來自於拉纳拉路，该路得名于拉纳拉花园，而该花园又得名于拉纳拉伯爵。

## 車站結構
| 街道層    |                    |                          |
| B1        | 夾層               |                          |
| 9號線月台 | 側式月台，右側開門 | 側式月台，右側開門       |
| 9號線月台 | 西行               | 往塞夫爾橋（雅斯曼）     |
| 9號線月台 | 東行               | 往蒙特勒伊市政厅（犬舍） |
| 9號線月台 | 側式月台，右側開門 |                          |